# Shahrestān di Boyinzahra
Lo shahrestān di Boyinzahra o Buin-Zahra (farsi شهرستان بوئین‌زهرا) è uno dei 5 shahrestān della provincia di Qazvin, il capoluogo è Boyinzahra. Lo shahrestān è suddiviso in 6 circoscrizioni (bakhsh): 
- Centrale (بخش مرکزی), con le città di Boyinzahra e Saggez Abad.
- Avaj (بخش آوج), con la città di Avaj.
- Ramand (بخش رامند), con la città di Danesfahan.
- Shal (بخش شال), con la città di Shal.
- Ab Garm (بخش آبگرم), con la città di Ab Garm.
- Deshtabi (بخش دشتابی), con la città di Ordaq.